# Shark Island, Namibia

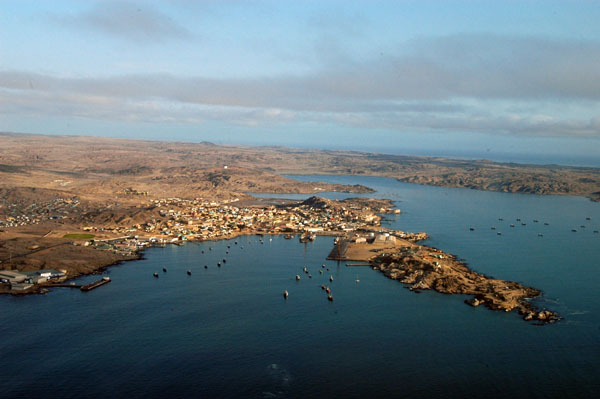
Staden Lüderitz och (till höger) Shark Island

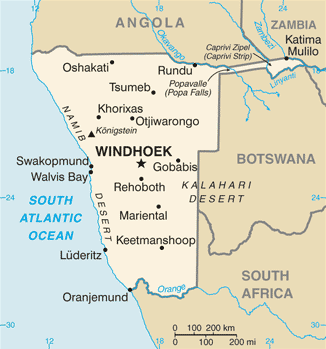
Shark Island ligger vid staden Lüderitz i sydvästra Namibia

Shark Island (tyska Haifischinsel)  är en halvö vid Namibias södra kust vid staden Lüderitz och bukten Angra Pequena (även kallad Lüderitzbukten). Shark Island var från början en ö men genom en konstgjord landbrygga anlagd 1906 sammanlänkades ön med fastlandet. Landbryggan fördubblade öns storlek.
Shark Island är 1700 meter lång och 330 meter bred, vilket ger en yta på cirka 0,4 km². Norr om Haifischriff (hajrevet) på halvöns norra del ligger ögruppen Penguin Islands till vilken Shark Island tidigare räknades.
Shark Island är ett populärt turistmål.
Mellan 1904 och 1907, då Namibia var en tysk koloni med namnet Tyska Sydvästafrika, fanns här ett ökänt koncentrationsläger där Nama- och Hererofolken hölls internerade av tyskarna.

## Bilder

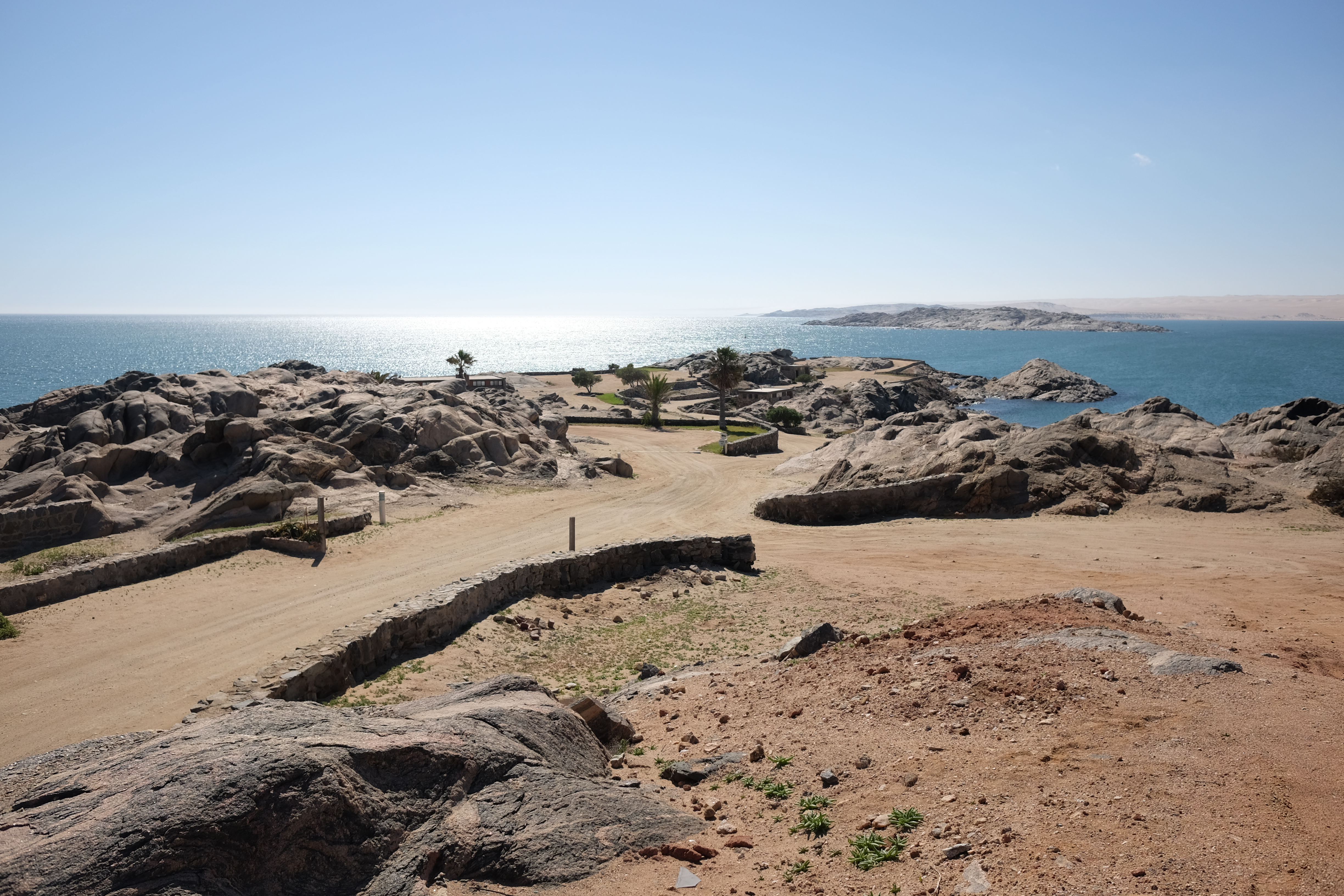
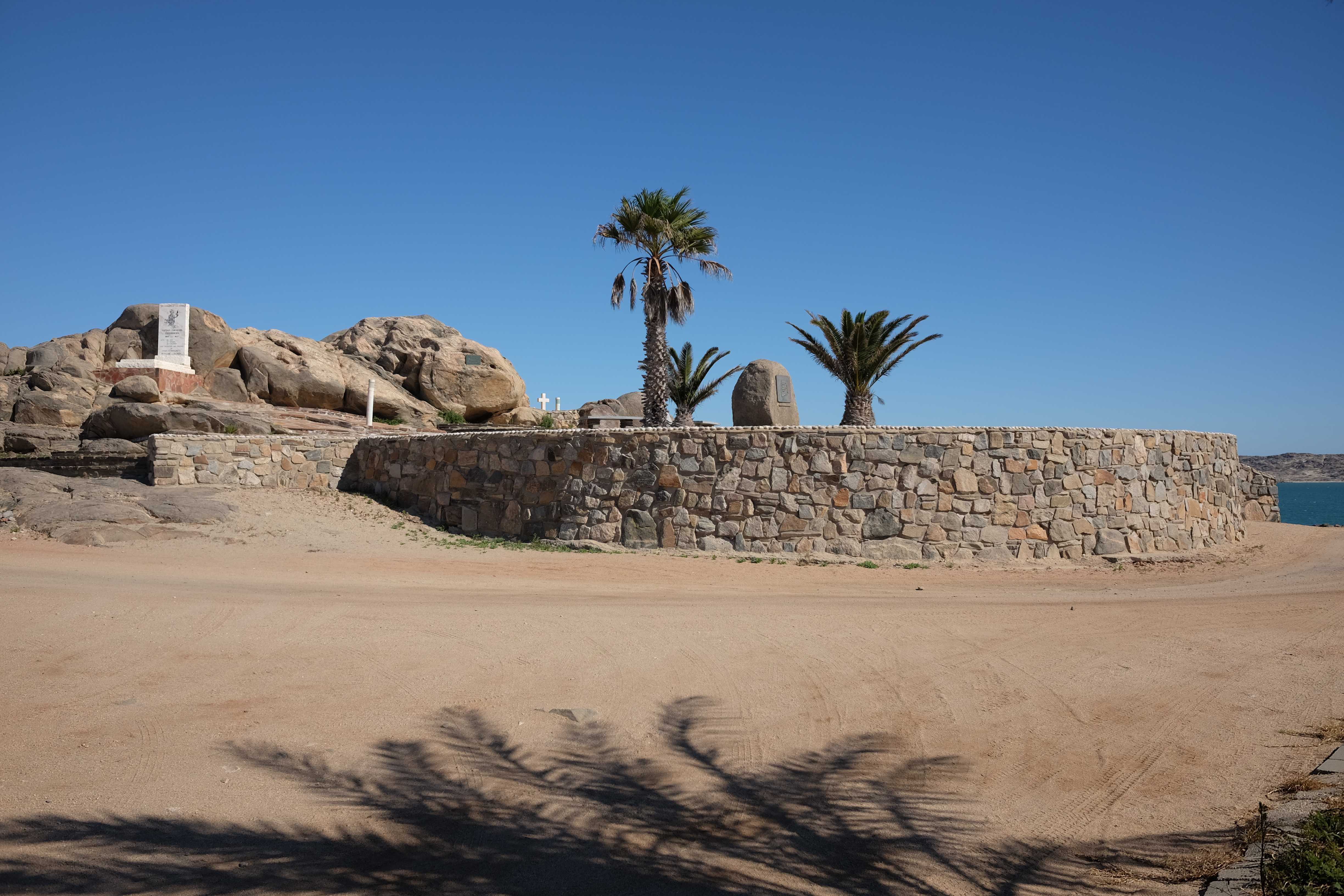
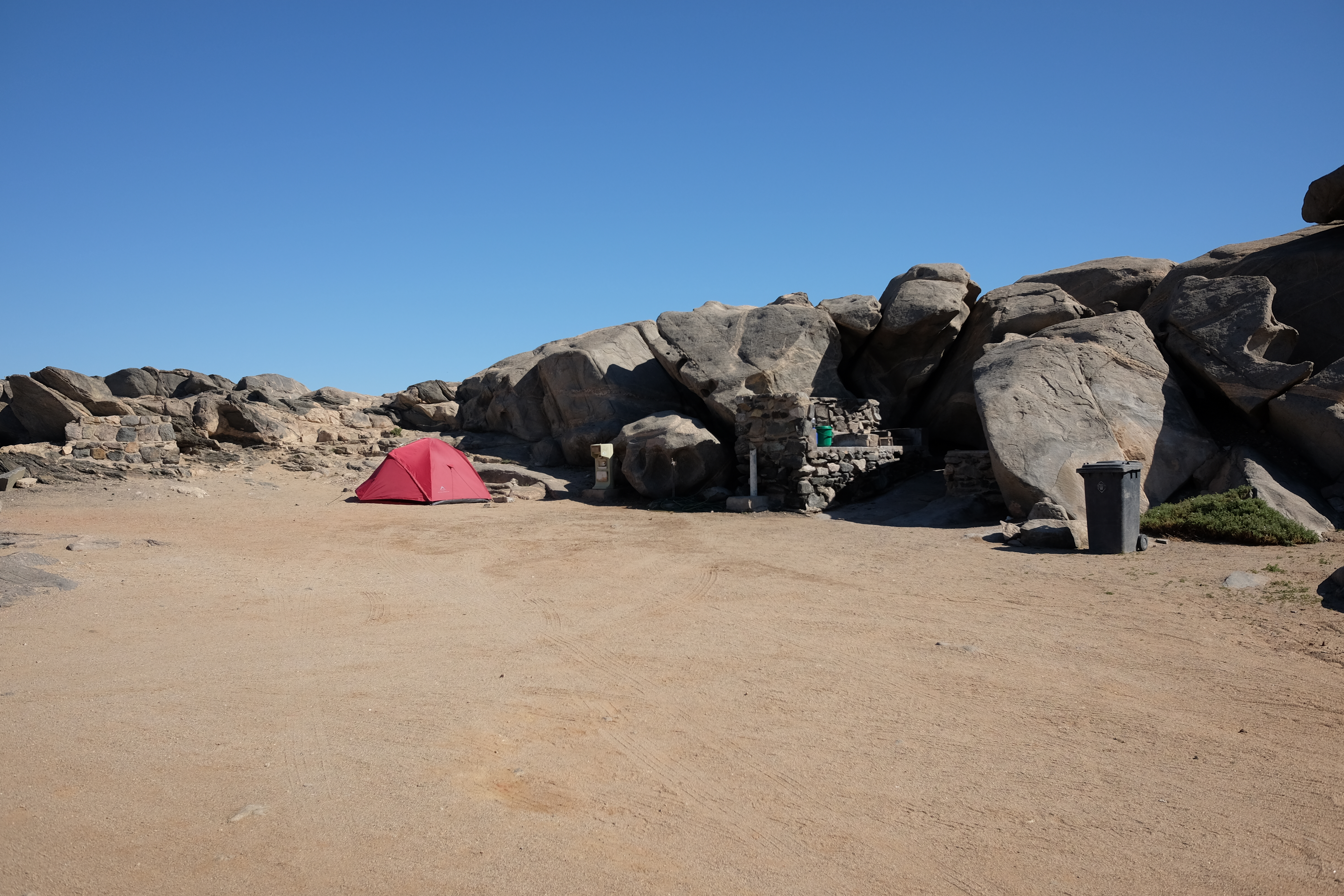